# Leyme
Leyme település Franciaországban, Lot megyében. Lakosainak száma 929 fő (2022. január 1.). Leyme Anglars, Aynac, Bannes, Espeyroux és Molières községekkel határos.

## Népesség
A település népességének változása:
| Lakosok száma | 1560 | 1665 | 1489 | 997  | 947  | 934  | 933  | 927  | 924  | 929  |
|               | 1968 | 1982 | 1990 | 2006 | 2013 | 2015 | 2017 | 2019 | 2020 | 2022 |